# بزمجه سنگی کینگ
 بزمجه سنگی کینگ(نام علمی: Varanus kingorum) نام یک گونه از سرده بزمجه است.